# Envoyez la soudure !
Envoyez la soudure ! (The Victim) est un roman policier de l’écrivain australien Carter Brown publié en 1959aux États-Unis et sous le titre Walk Softly Witch ! en Australie. Le livre paraît en France en 1959 dans la Série noire. La traduction, prétendument "de l'américain", est signée Chantal Wourgaft. C'est une des nombreuses aventures du lieutenant Al Wheeler, bras droit du shérif Lavers dans la ville californienne fictive de Pine City - la septième traduite en français aux Éditions Gallimard. Le héros est aussi le narrateur.

## Résumé
Le shérif Lavers demande à Al Wheeler d'enquêter sur la mort apparemment accidentelle d'un certain Farnham, un ivrogne dont la charmante veuve devrait bénéficier d'une coquette assurance-vie. La non moins charmante Candy, réceptionniste de l'agence de publicité où travaille Mme Farnham, met Wheeler sur la piste d'une tout aussi charmante Edna Bright, chargée de recouvrement de dettes au sein de l'entreprise de M. Cole, dont la toujours charmante épouse Nathalie offre beaucoup d’attraits. Mais comme il est aussi question de beaucoup d'argent, il va y avoir des morts pas du tout accidentelles, des fausses pistes et des coups fourrés.

## Personnages
- Al Wheeler, lieutenant enquêteur au bureau du shérif de Pine City.
- Le shérif Lavers.
- Annabelle Jackson, secrétaire du shérif.
- Doc Murphy, médecin légiste.
- Lieutenant Hammond, de la Brigade Criminelle.
- Le sergent Polnik.
- Le sergent Johns.
- Lee Moss, chef du contentieux de l'United Insurance Company.
- Eve Farnham, employée à l'agence de publicité David Montello & Cie.
- David Montello, patron de l'agence.
- Candy, réceptionniste de l'agence.
- Calvin Cornish, industriel, client de l'agence.
- Laurence Cole, patron d'une société de recouvrement de dettes.
- Nathalie Cole, son épouse.
- Edna Bright, "collecteuse" pour Cole.
- Joe Williams, "collecteur" pour Cole.
- Vince Malone, fiancé d'Edna Bright.
- Edgar Blount, comptable parti avec la caisse.

## Édition
- Série noire no 523, 1959,  (ISBN 2070475239). Rééditions : La Poche noire no 128 (1970),  (ISBN 9782071024062) - Carré noir no 386 (1981),  (ISBN 2070433862).

## Autour du livre
Page 97, Al Wheeler se rappelle "une blonde du nom de Toni, qui avait la manie de se balader en bikini - ou en moitié de bikini - tissé en fil d'or de quatorze carats". C'est un personnage du roman antérieur Un paquet de blondes.